# M (James Bond)
M en fiktiv person som i böckerna och filmerna om James Bond är chef över MI-6, den brittiska underrättelsetjänsten. M är därmed chef över Bond. M:s har en sekreterare, Miss Moneypenny, och en stabschef, Bill Tanner. Motsvarigheten till M inom den ryska underrättelsetjänsten i Bonds universum heter General Gogol.

## Böckernas M
Rollfiguren, som först förekommer i den första James Bond-boken, Casino Royale, baserades på Ian Flemings överordnade konteramiral John Godfrey. Efter Flemings död kommenterade Godfrey att Fleming hade förvandlat honom till "den där hemska figuren, M". En annan person som kan vara förebild är William Melville, som skapade Krigsministeriet i Storbritannien. En tredje förebild är Mansfield Smith-Cumming, som var den förste chefen för den brittiska underrättelsetjänsten och som undertecknade sina order med bokstaven C.
Möjligen är namnet baserat på Flemings smeknamn på sin mamma. I den tredje boken, Attentat, får vi veta att M:s initialer är M.M. Hans fulla namn avslöjas till slut i den sista boken av Fleming, Mannen med den gyllene pistolen, som viceamiral Sir Miles Messervy.
Bond och M har en fader-son-relation, där Bond lyder M:s order. Hans personlighet är stram. Dock använder M Bond för privata ärenden ibland, som för att avslöja falskspelaren Sir Hugo Drax i Attentat, på herrklubben Blades, där M är medlem. M röker pipa och har klara, blå ögon. M bor i en Regency-era-villa som kallas Quarterdeck, som ligger nära Windsor Forest och som sköts om av hans tidigare underordnade, Hammond, från hans tid på skeppet Repulse. På fritiden målar M akvareller. Hans föregångare på posten mördades i sitt kontor.
Även i de Bond-böcker som skrivits av andra författare, såsom Kingsley Amis, John Gardner, Robert Benson och Charlie Higson, förekommer rollfiguren M.

## Filmernas M
M är en av de rollfigurer som förekommer i flest James Bond-filmer. Flest gånger har Bernard Lee spelat honom (11 filmer). Flera kritiker har menat att Lees rolltolkning ligger nära Flemings beskrivning av en barsk sjöbjörn. Eftersom Lee blev sjuk under inspelningen av Ur dödlig synvinkel, och producenterna inte ville ge någon annan skådespelare rollen, sades han vara på semester och hans stabschef Bill Tanner fick ta över arbetet med att informera Bond. Därefter tog Robert Brown över rollen under 1980-talet (4 filmer). Bondkännare har menat att Browns rolltolkning är mer farbroderlig och vänlig. I samband med det långa uppehållet mellan Timothy Daltons sista Bond-film och Pierce Brosnans första Bond-film besattes rollen av Judi Dench, som fortsatte även sedan filmserien blivit rebootad med Daniel Craig i huvudrollen, ända fram till en cameoroll i Spectre (sammanlagt 8 filmer). Denchs rollfigur blir kontinuerligt ifrågasatt för de situationer som Bond hamnar i. Hon har barn, något som tidigare M också har haft, och i Skyfall nämns det att hon är änka. Till skillnad från de tidigare M, som haft bakgrund inom flottan, verkar Denchs bakgrund vara som tjänsteman. Kritiker har dock menat att det delvis är på grund av att hon är kvinna som hon blir kidnappad och blir en dam i nöd i Världen räcker inte till. (Intrigen påminner dock om Kingsley Amis enda bok om James Bond, Överste Sun, där M blir kidnappad från Quarterdeck.
I filmen Världen räcker inte till finns en tavla av Bernard Lee på M:s kontor, som en av M:s företrädare. Fram till Goldeneye har M haft träpaneler i sitt kontor, med någon stor tavla bakom ett stort skrivbord. Senare filmer har mindre konservativa kontor, med mycket glas och teknik.
Bland de verkliga personer som kopplats ihop med rollfiguren M finns den verkliga chefen för MI-5, Stella Rimington.
I de två James Bond-filmer som producerades av andra bolag än EON Productions, förekommer också rollfiguren M, då spelad av John Huston (Casino Royale från 1967, som även var en av filmens regissörer), och Edward Fox (Never Say Never Again).
Rollfiguren har utvecklats i samband med att filmernas stil varierat:
| ”                                          | Från början var M en grinig ämbetsman som mest satt på tjänsterummet och försökte ha kontroll över agenterna. På 2000-talet har M utvecklats till en rörlig chef som själv deltar i operationer. Till skillnad från tidigare visar M nu omtanke om sina agenter. M har också blivit alltmer teknikberoende för att övervaka uppdragen. | „ |
| – Rolf Solli, som forskat om M:s ledarskap | |   |

Vissa har sett den tidiga M som ett försök att göra Bond mer maskulin, till exempel genom att ge honom ett mer kraftfullt vapen (en Walther PPK istället för hans gamla Beretta).
Den ömsesidiga respekt som funnits i böckerna tidigare har också utvecklats. I Tid för hämnd vägrar Bond rakt ut att följa M:s order, och i Goldeneye kritiserar den nya M Bond på följande sätt:
| ”              | ...Jag tycker att du är en sexistisk, misogyn dinosaur. En relik från det kalla kriget, vars pojkaktiga charm är bortkastad på mig [...] | „ |
| – M, Goldeneye | |   |

Även i filmerna har M:s bostad stundom visats: i I hennes majestäts hemliga tjänst visas Quarterdeck, och i såväl Casino Royale och Skyfall besöker Bond M:s hem. I den förstnämnda får vi se att M:s hobby är att samla på fjärilar. I   Skyfall har M en Royal Doulton-bulldog i porslin på sitt skrivbord, och efter att kontoret exploderar återkommer den i Spectre.

### Skådespelare
- Bernard Lee – 1962–1979 (Agent 007 med rätt att döda, Agent 007 ser rött, Goldfinger, Åskbollen, Man lever bara två gånger, I hennes majestäts hemliga tjänst, Diamantfeber, Leva och låta dö, Mannen med den gyllene pistolen, Älskade spion, Moonraker)[9]
- John Huston – 1967 (Casino Royale)
- Robert Brown – 1983–1989 (Octopussy, Levande måltavla, Iskallt uppdrag, Tid för hämnd)
- Edward Fox – 1983 (i filmen Never say never again)
- Judi Dench 1995–2012[24][25] (Goldeneye, Tomorrow Never Dies, Världen räcker inte till, Die Another Day, Casino Royale, Quantum of Solace, Skyfall, Spectre - endast cameo)
- Ralph Fiennes 2015–[26]

### M:s namn i filmerna
I Casino Royale från 2006 får man för första gången i seriens gång höra anledningen till att beteckningen är just M. Judi Dench spelar nämligen Barbara Mawdsley, och Lee spelade Miles Messervy. Det är dock oklart vad förnamnet på Robert Browns M är. Det skulle fastslå denna teori. Många kritiker anser dock honom vara Admiral Hargreaves från Älskade spion, som aldrig nämns vid sitt fulla namn.
I Skyfall från 2012 avslöjas det att M. Judi Dench spelar Olivia Mansfield, medan Ralph Fiennes som tar över rollen spelar Gareth Mallory.

## Andra media
2018 publicerades en tecknad serie där M har huvudrollen, skriven av Declan Shalvey med illustrationer av PJ Holden & Dearbhla Kelly. Serien kretsar kring ett av M:s tidiga uppdrag i Irland. (För övriga tecknade serier om James Bond, se James Bond Agent 007.)

## Galleri

John Huston.
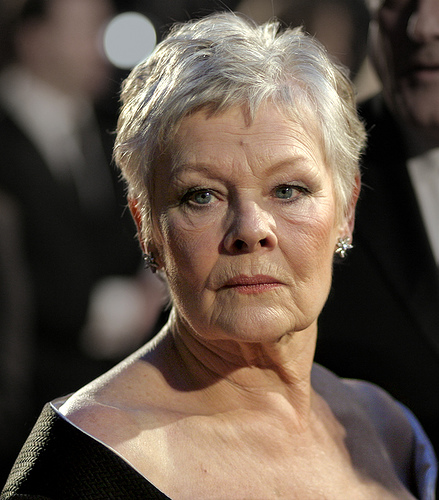
Judi Dench.